# Conomma minima
Conomma minima is een hooiwagen uit de familie Pyramidopidae.